# Baljenac
Baljenac lub Bavljenac – chorwacka wysepka znajdująca się 1 km na północny wschód od wyspy Kaprije.
Wyspa ma powierzchnię 140265 m² i wybrzeże o długości 1431 m. Wyróżnikiem wyspy jest fakt, że w całości pokryta jest siecią niskich, kamiennych murków o łącznej długości 23,357 km. W przeszłości murkami zaznaczano granice między polami i osłaniano uprawiane rośliny przed wiatrem. Z tego względu z powietrza jej wygląd przypomina odcisk palca. Obecny wygląd wyspy został nadany przez mieszkańców sąsiedniej wyspy Kaprije, którzy w przeszłości użytkowali Baljenac rolniczo.
W związku z rosnącym zainteresowaniem wyspą turystów, chorwacki rząd podjął starania o umieszczenie wyspy na Liście Światowego Dziedzictwa UNESCO z inicjatywy Uniwersytetu w Zadarze.